# سطح الدعم
السطح الداعم يعني أي مادة مثل المرتبة٫ تدعم المرضى طريحي الفراش أثناء فترة مرضهم. إن البحث والتطوير من أسطح الدعم يؤدي إلى التخفيف من مضاعفات عدم الحركة مثل قرح الفراش ومشاكل الجهاز التنفسي.
أصدرت مبادرة معايير السطح الداعمة (S3I) التابعة للجنة الاستشارية الوطنية لقرحة الضغط [الإنجليزية] (NPUAP) النسخة الأولى من وثيقة المصطلحات والتعريفات الخاصة بها. يتم توفير هذه المجموعة من التعريفات في محاولة لإعادة تعريف المصطلحات شائعة الاستخدام والمربكة. تصف المصطلحات ميزات سطح الدعم والمكونات والفئات وخصائص الأداء.
يمكن العثور على وثيقة المصطلحات والتعريفات ونموذج التقييم [الإنجليزية] على موقع NPUAP

## مضاعفات عدم القدرة على الحركة
- أمراض الجلد والأنسجة الكامنة.
- الالتهاب الرئوي وأمراض الجهاز التنفسي الأخرى.
- اضطرابات الكلى والجهاز الهضمي.
- اضطرابات بالنظام الادراكي للأفراد مما يؤدي إلى اضطرابات نفسية وعصبية.

وحيث أن مرضى الحالات الحرجة – الذين لا يتحركون من تلقاء أنفسهم – تتم العناية بهم في في وضع الاستلقاء لفترات زمنية طويلة. وهذا على النقيض التام من البشر الأصحاء الذين يمكنهم تغيير وضعهم حتى أثناء النوم تقريبا كل ١١.٦ دقيقة في ظاهرة تسمى "الحد الأدنى من متطلبات الحركة الفسيولوجية" والذي تم وصفه بواسطة كين.
وعلى الرغم من التأكد من العناية بالمريض وتحريكه كل ساعتين يمكن أن يعاني المريض من أضرار جسيمة بكل من الجهاز الدوري، الجهاز الحركي، الجلد، والكليتين.

## الطرق المتعارف عليها للعناية بطريحي الفراش
يتم ذلك بتحريك المريض كل ساعتين على الأقل باتباع بروتوكول الجانب الخلفي. ومؤخرا تم ابتكار تقنيات ميكانيكية حديثة للتقليل من هذه المضاعفات مثل:
- استخدام جلد الغنم على مرتبة المريض.
- مرتبات وأغطية اسفنجية.
- مرتبات هوائية تعمل ببطاريات أو بدون.